# Crazy Rhythms
Albums de The Feelies
The Good Earth
(1986)
Crazy Rhythms (aussi appelé The Feelies, car le nom de l'album n'étant pas marqué sur la pochette) est le premier album du groupe The Feelies. Il est sorti en 1980, quatre ans après la formation du groupe en 1976.

## Description
L'album se marque comme un album de post-punk à mi-chemin entre le Velvet Underground et la new wave ce qui le rend particulièrement "OVNI" dans le style musical de l'époque. La complexité des guitares, à la fois claires dans leur son (ce qui n'est sans rappeler le Surf Rock) et très sombres dans leur jeu les rendent très particulières, ce qui explique leur manque de succès.

## Réédition
L'album a été réédité en 2009 par Bar/None Records aux États-Unis et au Canada et par Domino Recording dans les autres pays du monde

## Liste des chansons
Toutes les chansons sont signées Glen Mercer/Bill Million sauf mention contraire :
1. The Boy With The Perpetual Nervousness
2. Fa Cé-La
3. Loveless Love
4. Force At Work
5. Original Love
6. Everybody's Got Something to Hide Except Me and My Monkey (Lennon/McCartney)
7. Moscow Nights
8. Raised Eyebrows
9. Crazy Rhythms
10. Paint It Black (Mick Jagger / Keith Richards) (sur la réédition de 1990)

## Anecdote
- Avant les chansons The Boy With The Perpetual Nervousness, Forces At Work et Moscow Nights, on peut entendre une minute de silence.
- La pochette du Blue Album du groupe Weezer serait inspirée de la pochette de ce premier album, car toutes deux représentent les membres du groupe derrière un fond bleu.
- L'album de 1980 ne contenait que les 9 premiers morceaux. La réédition de 1990 comporte un "cover" de "Paint It Black". La réédition de 2009 contient 15 morceaux.